# Булуггін ібн Заві
Булуггін ібн Заві (д/н —бл. 1019) — 2-й емір Гранадської тайфи.

## Життєпис
Походив з династії Зірідів. Син Заві ібн Зірі, еміра Гранади. У 1019 року останній зрікся трону на користь Булуггіна.
Ймовірно той на цеq час був досить молодим й не мав достатнього політичного хисту. Він спробував обмежити вплив вождів з племен санхаджа, що зрештою спричинило повстання. Наприкінці 1019 або напочатку 1020 року Булуггіна ібн Заві було повалено й страчено. Новим еміром став його стриєчний брат Хабус ібн Максан.